# Patrick Balkany

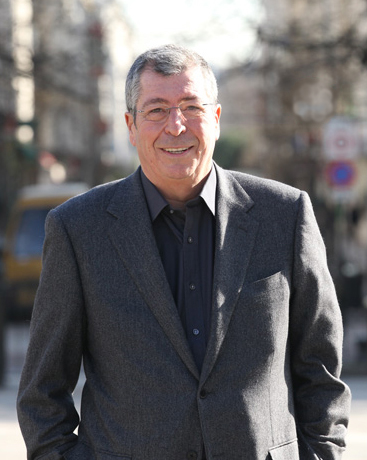
Patrick Balkany

Patrick Balkany (* 16. August 1948 in Neuilly-sur-Seine) ist ein französischer Politiker der Les Républicains (UMP).

## Leben
Er vertrat als Abgeordneter von 1988 bis 1997 sowie erneut von 2002 bis 2017 das Département Hauts-de-Seine in der Nationalversammlung. Von 1983 bis 1995 sowie nochmals ab 2001 war er Bürgermeister von Levallois-Perret. Zuletzt wurde er 2014 für die Amtszeit bis 2020[veraltet] in seinem Amt bestätigt.
Balkany ist mit Isabelle Smadja verheiratet und hat zwei Kinder.
Ab 2013 wurde gegen Balkany und seine Frau und Assistentin Isabelle unter anderem wegen Steuerbetrug, Geldwäsche und Korruption ermittelt. Im Oktober 2019 wurde er in zwei Urteilen wegen Steuerhinterziehung zu vier Jahren Haft mit sofortiger Haftstrafe und dann wegen Geldwäsche und Steuerbetrug zu fünf Jahren Haft verurteilt. Das Gericht sah es als erwiesen an, dass die Eheleute Balkany versucht hatten, mindestens 13 Millionen Euro in einem komplexen Netzwerk aus ausländischen Firmen vor den Steuerbehörden zu verstecken. Nach fünf Monaten in Haft wurde Patrick Balkany wegen schlechter Gesundheit aus dem Gefängnis entlassen.